# Alan White (écrivain)
Pour les articles homonymes, voir Alan White et White.
Œuvres principales
- The Long Day's Dying (1962)

Alan White, né à Hunslet le 23 février 1924 et mort en février 2003 à Salisbury (Angleterre), est un journaliste et un écrivain britannique, auteur de romans policiers, de guerre et d'aventures. Il signe parfois ses textes James Fraser, Bill Reade, Alec Haig ou Alec Whitney.

## Biographie
Pendant la Seconde Guerre mondiale, il est chef de commando, une expérience dont il se souviendra dans certains de ses romans. Journaliste des pages judiciaires et criminelles pendant de nombreuses années, il acquiert une connaissance approfondie des rouages de la police dans quatre pays différents avant de se lancer dans l'écriture. Sa carrière littéraire s'amorce en 1965 avec The Long Day's Dying, un récit policier sur fond de guerre, porté à l'écran sous le même titre en 1968 par Peter Collinson, avec David Hemmings. Ce film remporte la Coquille d'or au Festival de San Sebastián 1968.
Sous son nom et sous plusieurs pseudonymes, Alan White donne ensuite une trentaine de romans, dont la majeure partie sont des récits policiers. Ses héros récurrents les plus connus demeurent l'inspecteur Armstrong de Londres et l'inspecteur William Aveyard des Midlands.
Sous le nom de Bill Reade, il fait paraître deux romans, dont Où est passé Tom ?, adapté au cinéma sous le même titre en 1971 par José Giovanni, avec Rufus, Jean Gaven et Alexandra Stewart.

## Œuvre

### Romans

#### Signés Alan White
- The Long Day's Dying ou Death Finds the Day [États-Unis.] (1962)
- The Wheel (1966)
- The Long Night's Walk (1968)
- Long Drop (1969)
- Kibbutz ou Possess the Land [États-Unis.] (1970)
- Climate of Revolt (1971)
- The Long Watch (1971)
- The Long Midnight (1972)
- The Long Fuse (1973)
- Armstrong (1973)
- The Long Summer (1974)
- Death in Duplicate (1974) Publié en français sous le titre Les Pendules de la mort, Paris, Librairie des Champs-Élysées, Le Masque no 1487, 1977
- Death in Darkness (1975), signé Alec Whitney pour l'édition américaine
- The Long Silence (1976)
- The Long Hand of Death (1977)
- Cassidy's Yard (1980)
- Black Alert (1985)

#### Signés James Fraser
- The Evergreen Death (1968) Publié en français sous le titre Défoulons-nous !, Paris, Gallimard, Série noire no 1286, 1969
- A Cockpit of Roses (1969)
- Deadly Nightshade (1970)
- Death in a Pheasant's Eye (1971)
- Blood on a Widow's Cross (1972)
- The Five-Leafed Clover (1973) Publié en français sous le titre Le Trèfle à cinq feuilles, Paris, Librairie des Champs-Élysées, Le Masque no 1404, 1976
- A Wreath of Lords and Ladies (1974) Publié en français sous le titre Oh ! My Lord, Paris, Librairie des Champs-Élysées, Le Masque no 1466, 1977
- Who Steals My Name? (1975)
- Hearts Ease in Death (1977) Publié en français sous le titre Le Vieux Chêne déraciné, Paris, Librairie des Champs-Élysées, Le Masque no 1576, 1979

#### Signés Bill Reade
- What Have They Done to You, Ben? (1967) Publié en français sous le titre Le Chien enragé, Paris, Gallimard, Série noire no 1209, 1968
- I wonder What Happened to Tom? (1968) Publié en français sous le titre Où est passé Tom ?, Paris, Gallimard, Série noire no 1308, 1969
- A Bomb for Atuna (1975)
- The Ibiza Syndicate (1975)

#### Signés Alec Haig
- Sign on for Tokyo (1968)
- Flight from Montenegro Bay (1972)
- Peruvian Printout (1974)

#### Signés Alec Whitney
- Every Man Has His Price (1968)
- The Triple Zero (1971)

## Sourcces
- Jacques Baudou et Jean-Jacques Schleret, Le Vrai Visage du Masque, vol. 1, Paris, Futuropolis, 1984, 476 p. (OCLC 311506692), James Fraser, p. 210-211 et 466.
- Claude Mesplède, Dictionnaire des littératures policières, vol. 2 : J - Z, Nantes, Joseph K, coll. « Temps noir », 2007 (ISBN 978-2-910-68645-1, OCLC 315873361), p. 1017.
- Claude Mesplède et Jean-Jacques Schleret, SN, voyage au bout de la Noire : inventaire de 732 auteurs et de leurs œuvres publiés en séries Noire et Blème : suivi d'une filmographie complète, Paris, Futuropolis, 1982 (OCLC 11972030).